# Lac Spruce
Pour les articles homonymes, voir Spruce.
Le lac Spruce (en anglais : Spruce Lake) est un lac américain dans le comté de Jackson, en Oregon. Il est situé à 1 444 mètres d'altitude au sein du parc national de Crater Lake.